# Horta-Guinardó
Horta-Guinardó est l'un des dix districts (district VII) de la ville de Barcelone (Catalogne).
Il est constitué des onze quartiers suivants :  Baix Guinardó (es), Can Baró (es), El Guinardó, Font d'en Fargas (es), El Carmel (es), La Teixonera (es),  Sant Genís dels Agudells (es), Montbau (es), La Vall d'Hebron, La Clota (es) et Horta.

## Localisation
Le district est situé dans la partie Nord-Ouest de la ville. Il a son siège depuis 1991 dans la 

Localisation du district d'Horta-Guinardó dans Barcelone.

Casa de les Altures.

## Sites et monuments
- Turó de la Rovira
- Tunnels de la Rovira, de Beth Gali
- Parc de la Creueta del Coll
- Parc du Labyrinthe d'Horta[1]
- Hôpital universitaire Vall d'Hebron[2]
- Vélodrome d'Horta